# Кумпілов Мурат Каральбійович
Кумпілов Мурат Каральбійович (адиг. КъумпӀыл Мурат; нар. 27 лютого 1973, аул Уляп, Красногвардійський район, Адигейська АТ, Краснодарський край, РРФСР, СРСР) — російський державний і політичний діяч. Глава Республіки Адигея з 10 вересня 2017 року (вріо 12 січня — 10 вересня 2017 року). Секретар Адигейського регіонального відділення партії «Єдина Росія» з 7 листопада 2019 року. Член Вищої ради партії «Єдина Росія».
Прем'єр-міністр Республіки Адигея з 28 травня 2008 року по 28 вересня 2016 року (виконувач обов'язків прем'єр-міністра Республіки Адигея з 12 по 28 травня 2008 року). Голова Державної ради — Хасе Республіки Адигея з 3 жовтня 2016 року по 14 січня 2017 року.

## Біографія
Народився 27 лютого 1973 року в аулі Уляп Красногвардійського району Адигейської автономної області, у багатодітній родині. Батько працював бригадиром рисової бригади, потім став агрономом, головою колгоспу «Кавказ».
Мати ─ вчитель фізики та математики. Дід був ветераном війни, у боях дістав важке поранення і залишився інвалідом.

### Освіта
У 1989 закінчив середню школу № 9 в аулі Уляп.
У 1994 закінчив Ростовський інститут народного господарства за спеціальністю «економіка і підприємницька діяльність».

### Трудова діяльність
З липня 1993 по липень 1994 — інженер з постачання і збуту асоціації «Промагрос» місті Ростов-на-Дону.
З 1994 по 1997 — головний ревізор-контролер Красногвардійського Управління федерального казначейства Міністерства фінансів по Республіці Адигея. Тоді ж почав займатися політичною діяльністю, очоливши штаб Аслана Тхакушинова на виборах до парламенту республіки. Розпочавши трудову кар'єру в Адигеї, Кумпілов продовжував жити з батьком і матір'ю в рідному аулі. На роботу до райцентру добирався на попутках, щодня проробляючи шлях у 30 км в один бік
З вересня 1997 по жовтень 1998 — начальник Красногвардійського відділення казначейства.
З жовтня 1998 до вересня 1999 — керівник Красногвардійського відділення Управління федерального казначейства Міністерства фінансів по Республіці Адигея.
З вересня 1999 по січень 2002 — керівник інспекції Міністерства РФ з податків і зборів по Красногвардійському району.
З січня 2002 по 9 квітня 2008 — заступник керівника, керівник Міжрайонної ІМНС РФ № 1 по Республіці Адигея.
З 9 квітня до 12 травня 2008 — виконувач обов'язків заступника прем'єр-міністра Республіки Адигея.
З 12 до 28 травня 2008 — виконувач обов'язків прем'єр-міністра Республіки Адигея.
З 28 травня 2008 по 28 вересня 2016 року — Прем'єр-міністр Республіки Адигея.
19 вересня 2016 року обраний депутатом Державної ради — Хасе Республіки Адигея.
28 вересня 2016 звільнений з посади у зв'язку з обранням депутатом Держради
3 жовтня 2016 до 14 січня 2017 — Голова Державної ради — Хасе Республіки Адигея.

### Глава Республіки Адигея
12 січня 2017 указом президента Росії призначений тимчасово виконуючим обов'язки Глави Республіки Адигея.
З 18 липня 2018 до 28 січня 2019 і з 2 серпня 2019 до 27 січня 2020 — член президії Державної ради Російської Федерації.
11 вересня 2022 року на XIV засіданні Державної ради — Хасе Республіки Адигея відбулися вибори глави Республіки Адигея. У результаті таємного голосування керівником регіону вдруге одноголосно обрали 49-річного Мурата Кумпілова. У будівлі філармонії склав присягу і вступив на посаду Глави Республіки Адигея. Головою Державної Ради — Хасе Володимиром Нарожним йому були передані спеціально виготовлені примірники тексту Конституції Республіки Адигея, Державного прапора Республіки Адигея і Державного герба Республіки Адигея та видано посвідчення.

## Сім'я
Племінник дружини попереднього глави Адигеї Аслана Тхакушинова.
Одружений, дружина викладає економіку.
Четверо синів: Джамбот, Давлет, Джантемір і Демір

## Санкції
24 лютого 2023 року Держдеп США заніс Кумпілова до санкційного списку осіб, причетних до «здійснення російських операцій і агресії щодо України, а також до незаконного управління окупованими українськими територіями в інтересах РФ». зокрема за «заклик громадян на війну в Україні»